# Абраам Гонсалес
Абраам Гонсалес Касанова (ісп. Abraham González Casanova; нар. 16 липня 1985, Барселона ) — відомий як Абраам, іспанський футболіст.

## Біографія
Народився в Барселоні. Дебютував у футболі за «тераси», в сезоні 2004/2005 з'являючись 16 разів.
Два роки по тому він перейшов в «Барселону», спочатку погравши в резервному складі в четвертому дивізіоні. У Ла Лізі деботіровал 30 травня 2009 року, в матчі з «Депортіво», замінивши Хаві.
У 2009 році Абраам приєднався що підвищився «Кадису». Через рік, після того, як «Кадіс» повернувся назад, перейшов в «Хімнастік», але не вразив новий клуб. На правах оренди приєднався до «Понферрадіна».
15 липня 2011 Абраам приєднався до «Алькоркону». Через два роки повернувся в Ла Лігу, але вже виступаючи за «Еспаньол». Перший гол в Ла Лізі забив 27 лютого 2015 року, в матчі проти Кордови.